# Atletiek op de Olympische Zomerspelen 2008 - 800 meter vrouwen
De 800 m voor vrouwen op de Olympische Spelen van 2008 in Peking vond plaats op 15 (series), 16 (halve finales) en 18 augustus (finale) in het Nationale Stadion van Peking.

## Kwalificatie
Elk Nationaal Olympisch Comité mocht drie atleten afvaardigen die in de kwalificatieperiode (1 januari 2007 tot 23 juli 2008) aan de A-limiet voldeden (2.00,00). Een NOC mocht een atleet afvaardigen, die in dezelfde kwalificatieperiode aan de B-limiet voldeed (2.01,30).

## Records
Voor dit onderdeel waren het wereldrecord en olympisch record als volgt.
| Wereldrecord     | 1.53,28 | Jarmila Kratochvílová | TCH | München | 26 juli 1983 |
| Olympisch record | 1.53,43 | Nadezjda Olizarenko   | URS | Moskou  | 27 juli 1980 |

## Uitslagen
De volgende afkortingen worden gebruikt:
- Q Gekwalificeerd op basis van finishpositie
- q Gekwalificeerd op basis van finishtijd
- DNS Niet gestart
- DNF Niet aangekomen
- DSQ Gediskwalificeerd
- PB Persoonlijke besttijd
- SB Beste seizoensprestatie
- NR Nationaal record
- CR Continentaal record
- WJ Wereldrecord junioren

### Series
| Heat | Rang | Naam                       | Land | Resultaat | Opmerkingen |
| ---- | ---- | -------------------------- | ---- | --------- | ----------- |
| 1    | 1    | Svetlana Kljoeka           | RUS  | 2.01,67   | Q           |
| 1    | 2    | Rosibel Garcia             | COL  | 2.01,98   | Q           |
| 1    | 3    | Anna Rostkowska            | POL  | 2.02,11   | Q           |
| 1    | 4    | Jemma Simpson              | GBR  | 2.02.,16  |             |
| 1    | 5    | Agnes Samaria              | NAM  | 2.02,18   |             |
| 1    | 6    | Madeleine Pape             | AUS  | 2.03,09   |             |
| 1    | 7    | Baraah Awadallah           | JOR  | 2.18,41   | SB          |
| 2    | 1    | Joelija Krevsoen           | UKR  | 2.00,21   | Q           |
| 2    | 2    | Tatjana Andrianova         | RUS  | 2.00,31   | Q           |
| 2    | 3    | Jenny Meadows              | GBR  | 2.00,33   | Q           |
| 2    | 4    | Svjatlana Voesovitsj       | BLR  | 2.00,42   | q SB        |
| 2    | 5    | Marian Burnett             | GUY  | 2.02,02   |             |
| 2    | 6    | Alice Schmidt              | USA  | 2.02,33   |             |
| 2    | 7    | Haley Nicole Nemra         | MHL  | 2.18,83   |             |
| 3    | 1    | Pamela Jelimo              | KEN  | 2.03,18   | Q           |
| 3    | 2    | Kenia Sinclair             | JAM  | 2.03,76   | Q           |
| 3    | 3    | Elodie Guegan              | FRA  | 2.03,85   | Q           |
| 3    | 4    | Merve Aydin                | TUR  | 2.04,75   |             |
| 3    | 5    | Annabelle Lascar           | MRI  | 2.06,11   | PB          |
| 3    | 6    | Vanja Perišić              | CRO  | 2.06,82   |             |
| 3    | 7    | Marcela Britos             | URU  | 2.08,98   |             |
| 4    | 1    | Maria Mutola               | MOZ  | 1.58,91   | Q           |
| 4    | 2    | Marilyn Okoro              | GBR  | 1.59,01   | Q           |
| 4    | 3    | Lucia Klocova              | SVK  | 1.59,42   | Q           |
| 4    | 4    | Tamsyn Lewis               | AUS  | 1.59,67   | q           |
| 4    | 5    | Neisha Bernard-Thomas      | GRN  | 2.00,09   | q NR        |
| 4    | 6    | Emilia Mikue Ondo          | GEQ  | 2.20,69   |             |
| 4    | 7    | Nicole Teter               | USA  | DNF       |             |
| 5    | 1    | Zulia Calatayud            | CUB  | 2.00,34   | Q           |
| 5    | 2    | Hasna Benhassi             | MAR  | 2.00,51   | Q           |
| 5    | 3    | Ekaterina Kostetskaya      | RUS  | 2.00,54   | Q           |
| 5    | 4    | Olga Cristea               | MDA  | 2.00,59   | q PB        |
| 5    | 5    | Hazel Clark-Riley          | USA  | 2.01,59   |             |
| 5    | 6    | Mihaela Neacsu             | ROU  | 2.03,03   |             |
| 5    | 7    | Aishath Reesha             | MDV  | 2.30,14   | PB          |
| 6    | 1    | Janeth Jepkosgei           | KEN  | 1.59,72   | Q           |
| 6    | 2    | Tetjana Petljoek           | UKR  | 2.00,00   | Q           |
| 6    | 3    | Brigita Langerholc         | SLO  | 2.00,13   | Q           |
| 6    | 4    | Eglė Balčiūnaitė           | LTU  | 2.00,15   | q PB        |
| 6    | 5    | Elisa Cusma Piccione       | ITA  | 2.00,24   | q           |
| 6    | 6    | Carmo Tavares              | POR  | 2.01,91   |             |
| 6    | 7    | Mireille Derebona-Ngaisset | CAF  | DQ        |             |

### Halve finales
Heat 1
| Rang | Baan | Atleet                  | Land | Tijd    | Extra |
| ---- | ---- | ----------------------- | ---- | ------- | ----- |
| 1    | 4    | Svetlana Kljoeka        | RUS  | 1.58,31 | Q     |
| 2    | 5    | Maria de Lourdes Mutola | MOZ  | 1.58,61 | Q, SB |
| 3    | 6    | Lucia Klocova           | SVK  | 1.58,80 |       |
| 4    | 8    | Tetjana Petljoek        | UKR  | 1.59,27 |       |
| 5    | 2    | Rosibel Garcia          | COL  | 1.59,38 | NR    |
| 6    | 7    | Marilyn Okoro           | GBR  | 1.59,53 |       |
| 7    | 3    | Brigita Langerholc      | SLO  | 2.00,00 |       |
| 8    | 9    | Tamysin Lewis           | AUS  | 2.01,41 |       |

Heat 2
| Rang | Baan | Atleet                | Land | Tijd    | Extra |
| ---- | ---- | --------------------- | ---- | ------- | ----- |
| 1    | 4    | Pamela Jelimo         | KEN  | 1.57,31 | Q     |
| 2    | 6    | Hansa Benhassi        | MAR  | 1.58,03 | Q, SB |
| 3    | 7    | Ekaterina Kostetskaya | RUS  | 1.58,33 |       |
| 4    | 8    | Zulia Clatayud        | CUB  | 1.58,78 | SB    |
| 5    | 5    | Anja Rostkowska       | POL  | 1.58,84 |       |
| 6    | 9    | Jenny Meadows         | GBR  | 1.59,43 |       |
| 7    | 3    | Egle Balcïunaité      | LTU  | 2.02,59 |       |
| 8    | 2    | Svjatlana Voesovitsj  | BLR  | 2.02,79 |       |

Heat 3
| Rang | Baan | Atleet                | Land | Tijd    | Extra  |
| ---- | ---- | --------------------- | ---- | ------- | ------ |
| 1    | 6    | Janeth Jepkogei       | KEN  | 1.57,28 | Q, SB  |
| 2    | 5    | Joelija Krevsoen      | UKR  | 1.57,32 | Q, PB  |
| 3    | 54   | Tatayana Andrianova   | RUS  | 1.58,16 | q      |
| 4    | 8    | Kenia Sinclair        | JAM  | 1.58,28 | q, SB' |
| 5    | 9    | Elisa Cusma Piccione  | ITA  | 1.59,52 |        |
| 6    | 2    | Olga Cristea          | MDA  | 2.00,12 | PB     |
| 7    | 3    | Neisha Bernard-Thomas | GRN  | 2.01,84 |        |
| 8    | 7    | Elodie Guégan         | FRA  | DNF     |        |

### Finale
| Rang   | Baan | Atlete                 | Nationaliteit | Tijd    | Extra |
| ------ | ---- | ---------------------- | ------------- | ------- | ----- |
| Goud   | 4    | Pamela Jelimo          | KEN           | 1.54,87 | (WJ)  |
| Zilver | 7    | Janeth Jepkosgei       | KEN           | 1.56,07 | (SB)  |
| Brons  | 8    | Hasna Benhassi         | MAR           | 1.56,73 | (SB)  |
| 4      | 6    | Svetlana Kljoeka       | RUS           | 1.56,94 | .     |
| 5      | 2    | Maria de Lurdes Mutola | MOZ           | 1.57,68 | (SB)  |
| 6      | 3    | Kenia Sinclair         | JAM           | 1.58,24 | (SB)  |
| 7      | 9    | Joelija Krevsoen       | UKR           | 1.58,73 | .     |
| 8      | 5    | Tatjana Andrianova     | RUS           | 2.02,63 |       |